# ولید جنبلاط
ولید جنبلاط (متولد ۷ اوت ۱۹۴۹)، از رهبران دروزی در لبنان است. او پس از ترور پدر خود کمال جنبلاط، رهبر و بنیانگذار حزب سوسیالیست ترقی‌خواه در سال ۱۹۸۱ میلادی ریاست این حزب را به ارث برد و در سال ۲۰۲۳ میلادی این منصب را به فرزند خود تیمور جنبلاط واگذار کرد.

## آموزش
او تا سال ۱۹۶۱ در کالج سکولار فرانسه تحصیل کرد و در سال ۱۹۶۹ دوره متوسطه را در کالج بین‌المللی بیروت به پایان رساند، در ۳ ژوئیه ۱۹۷۳ مدرک لیسانس خود را در رشته علوم سیاسی از دانشگاه آمریکایی بیروت گرفت.

## زندگی حرفه ای
- مدرس تاریخ در دانشگاه ملی در شهر عالیه
- یک سال در ضمیمه روزنامه النهار کار کرد و مقالات اقتصادی و سیاسی زیادی نوشت.
- بین سال‌های ۱۹۷۹ تا ۱۹۸۰ در «مجله الانباء» می‌نوشت که ارگان حزب سوسیالیست مترقی است.
- در ۲۹ آوریل ۱۹۷۷ به عنوان رئیس حزب سوسیالیست مترقی جانشین پدر شد و هنوز هم ریاست حزب را بر عهده دارد.
- پس از ترور رفیق حریری، نخست‌وزیر سابق لبنان، انقلاب سدر یا ثورة الأرز را به راه انداخت که مدعی رفع سرپرستی لبنان توسط سوریه بود.

## مناصب سیاسی
در سال ۱۹۹۱ پس از امضای معاهده طائف برای پرکردن کرسی‌های خالی متوفیان به عنوان جانشین پدرش کمال جنبلات نماینده مجلس شد و پس از آن در انتخابات سال ۱۹۹۲ و ۱۹۹۶، ۲۰۰۰، ۲۰۰۵ و ۲۰۰۹ انتخاب شد. قبل از آن در جریان جنگ داخلی به سمت وزیر منصوب شد و چندین وزارت را بر عهده داشته است:
از ۳۰ آوریل ۱۹۸۴ تا ۳۱ سپتامبر ۱۹۸۸ وزیر فواید عامه و حمل و نقل و گردشگری در دولت رشید کرمی در دوره ریاست جمهوری امین جمایل بود.
از ۲۵ نوامبر ۱۹۸۹ تا ۲۴ دسامبر ۱۹۹۰، وزیر فواید عامه و حمل و نقل در دولت سلیم الحص در دوران رئیس‌جمهور الیاس هراوی.
از ۲۴ دسامبر ۱۹۹۰ تا ۲۶ مه ۱۹۹۲ وزیر دولت در دولت عمر کرامی در دوره ریاست جمهوری الیاس هراوی بود و از ۱۶ می ۱۹۹۲ تا ۳۱ اکتبر ۱۹۹۲ در دولت رشید الصلح در دوران رئیس‌جمهور الیاس هراوی همین سمت را حفظ کرد.
از ۳۱ اکتبر ۱۹۹۲ تا ۲۵ مه ۱۹۹۵ در دولت رفیق حریری، وزیر امور خارجه بود که از ۲۵ مه ۱۹۹۵ تا ۷ نوامبر ۱۹۹۶ در دوره رئیس‌جمهور الیاس هراوی ادامه یافت.
در اواخر ماه مه ۲۰۲۳، ولید جنبلاط استعفای خود را از رهبری حزب سوسیالیست مترقی پس از ۴۶ سال تصدی این سمت اعلام کرد. حدود ۲۰۰۰ هوادار در عین ژالتا، شهر دروزی‌ها در کوه‌های چوف جمع شدند، جایی که اعضای حزب سوسیالیست مترقی، پسرش تیمور جنبلاط را به عنوان رهبر جدید خود معرفی کردند.

## جنگ داخلی سوریه
با شروع جنگ داخلی سوریه، جنبلاط و حزبش به سمت موضع ضد اسد حرکت کردند. نقش جنبلاط در مذاکرات مربوط به دروزی‌های سوریه در طول جنگ داخلی سوریه بسیار مهم بوده است و در مورد جبهه النصره گفته است: «نصره را مانند کشورهای غربی نمی‌توانم در لیست تروریستی قرار دهم، زیرا اکثر النصره سوری هستند و رژیم بشار مردم سوریه را ملزم به پیوستن به النصره کرد. پس از آنکه جبهه النصره در ۱۰ ژوئن ۲۰۱۵ بیست روستایی دروز را در قلب لوزه کشت، جنبلاط گفت: 'هر گونه لفاظی تحریک آمیز سودی نخواهد داشت، و باید به خاطر داشته باشید که سیاست‌های بشار اسد سوریه را به این هرج و مرج سوق داد'.
جنبلاط معتقد است که دستور کشتن پدرش از سوی حافظ اسد صادر شده است. او گفته که ترجیح می‌دهد «خودکشی سیاسی» انجام دهد تا اینکه با بشار اسد آشتی کند.

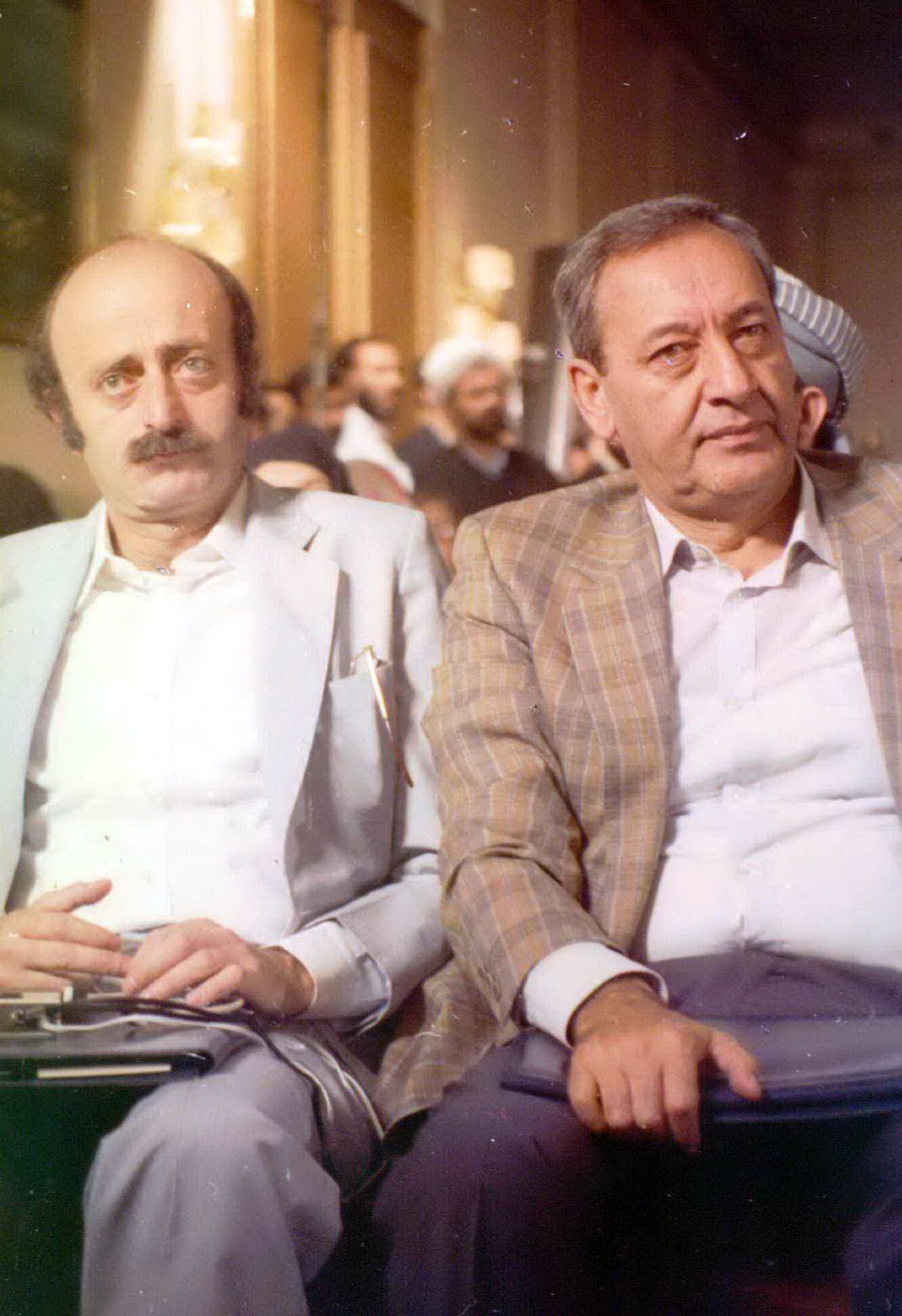
ولید جنبلاط و نبیه بری در کنفرانسی پیرامون مسائل افغانستان در تهران، ایران در سال ۱۹۸۹

## زندگی خانوادگی
در سن بیست سالگی در ۱۹۶۹ با مارینا متر هنرپیشه دورگه آلمانی-ایرانی سینمای ایران ازدواج کرد که مورد مخالفت پدرش قرار گرفت. در سال ۱۹۸۱ با جیرفت جنبلاط یک چرکس اردنی ازدواج کرد و صاحب سه فرزند شد: تیمور (متولد ۱۹۸۲). اصلان (متولد ۱۹۸۳). دالیا (متولد ۱۹۸۶).
همسر فعلی وی نورا الشرباتی است که پس از ازدواج با وی به 'نورا جنبلاط' ملقب شد، وی دختر 'احمد الشرباتی' وزیر دفاع سابق سوریه است.